# F (band)
F is een band uit Den Haag, die een crossover maakt van rap, rock en funk.

## Bandleden
De band bestaat sinds het moment van oprichten uit de volgende leden:
- Nik van den Berg (3 december 1987) - Zang en bas
- Damion Grey (5 maart 1988) - Raps
- Lars van Zanten (20 juli 1988) - Gitaar
- Richie Bleijenberg (30 september 1990) - Drums

## Geschiedenis

### Het begin
Op 1 februari 2006 vond de eerste repetitie van F plaats. Ruim een maand later was de eerste demo (met vier eigen tracks en één cover) klaar en de website online. Nog een maand later maakte het publiek voor het eerst kennis met F op Koninginnedag. Dit optreden werd met de publieksprijs bekroond.
Vanaf 2007 viel F meerdere keer in de prijzen. Zo won de band de High School Music Competition 2007, de Grote Prijs van Rijnmond, de Peter Tetteroo Bokaal en werden er drie van de in totaal vier Haagse Popprijzen gewonnen, in de categorieën aanstormend talent, beste live act en beste cd. F is de enige band in de geschiedenis die op één avond meerdere Haagse Popprijzen won.
De band trad op in het voorprogramma van Golden Earring op 15 december 2007 in de Heineken Music Hall in Amsterdam en op 5 februari in Ahoy in Rotterdam.
Voor het debuutalbum Fantastiez dook de band een kleine drie maanden de studio in met muziekproducent Martin Verheesen (bekend van onder meer MaxVille, BuckShot en Rob Bolland). Op 27 december en 28 december nam de band de drumtracks op in de Granny Studios in Den Haag, de thuisstudio van drummer Koen Herfst (bekend van onder meer BaggaBownz). De overige partijen werden opgenomen in de MusicFront Studio in Zoetermeer.

### Fantastiez
Op 3 maart 2007 bracht F met een concert in de grote zaal van Cultuurpodium Boerderij in Zoetermeer het debuutalbum uit, getiteld Fantastiez, dat in totaal 12 muzieknummers bevatte. Gerard van den IJssel noemde F "een fantastische aanvulling op de Haagse popscene".

### Guerrilla gigs
Op 24 maart 2007 legde F ter promotie van het album het drukke verkeer in Den Haag stil met een verrassingsconcert op een van de drukste kruispunten van de stad. Nadat de band twee nummers hadden gespeeld, werden de muzikanten door de politie bekeurd en van de locatie verwijderd. Later op de dag herhaalde de actie zich op een ander punt in de stad en op het Stadhuisplein in Zoetermeer.

### CRC
CRC is een door F ontwikkeld plan, dat inspeelt op de huidige muziekwereld en gebruikmaakt van de mogelijkheden die door sociale netwerken als Facebook, MySpace, Twitter en Hyves worden geboden. Elke zes weken brengt de band een nieuwe single en videoclip uit, die worden gelanceerd op een releaseparty. Hiermee wil de band actief en actueel blijven. De video wordt op alle socialemediasites geplaatst en het uitgebrachte nummer is te vinden op sites als iTunes en Last.fm.
Korte tijd na de lancering van het concept, is F onder andere te zien en te horen geweest in:
- VARA-programma 'De Wereld Draait Door', waarbij het nummer 'Fris en Fruitig' als achtergrond wordt gebruikt bij een item van de Jakhalzen, op 19 januari 2011;
- de Freaknacht, het radioprogramma van Gerard Ekdom en Giel Beelen op 3FM, in de nacht van 11 op 12 februari 2011;
- VARA-programma 'De Wereld Draait Door' met het nummer 'Fever', op 22 februari 2011.[7][8]
- GIEL het radioprogramma van Giel Beelen op 3FM, met het nummer 'Fever' op 3 maart 2011.[9]

Op 21 december wordt de zeventiende en laatste single binnen het concept uitgebracht: 'Future Plans'.

### AT Bookings
Op 24 maart 2011 tekent de band een contract bij AT Bookings. Deze subdivisie van AT Productions verzorgt sindsdien de boekingen van de band.

### CNR Entertainment
Op 1 maart 2013 tekent de band een contract bij CNR Entertainment. Onder het label 'Redline Music' wordt op 22 maart 2013 de single 'Geen fuck om jou' uitgebracht.

### Onbepaalde tijd gestopt
In oktober 2015 is F er voor onbepaalde tijd mee gestopt. De belangrijkste aanleiding hiervoor is dat Nik naar Los Angeles vertrok. Op 1 oktober gaven ze hun laatste optreden en op 2 oktober brachten ze hun laatste single uit. 

## Discografie

### Albums
| Album met eventuele hitnotering(en) in de Nederlandse Album Top 100 | Datum van verschijnen | Datum van binnenkomst | Hoogste positie | Aantal weken | Opmerkingen                 |
| ------------------------------------------------------------------- | --------------------- | --------------------- | --------------- | ------------ | --------------------------- |
| Fantastiez                                                          | 03-03-2007            | -                     |                 |              |                             |
| KoninginneNach Bandverkiezing '07                                   | 19-04-2007            | -                     |                 |              | EP                          |
| Live at the fantastiez release party                                | 10-04-2007            | -                     |                 |              | Livealbum, digitale release |
| Famous                                                              | 24-03-2012            | -                     |                 |              |                             |
| Drama op de dansvloer                                               | -                     | 21-06-2014            | 17              | 1            |                             |

### Singles
| Single met eventuele hitnotering(en) in de Nederlandse Top 40 | Datum van verschijnen | Datum van binnenkomst | Hoogste positie | Aantal weken | Opmerkingen                 |
| ------------------------------------------------------------- | --------------------- | --------------------- | --------------- | ------------ | --------------------------- |
| Fantastiez                                                    | 10-05-2008            | -                     |                 |              |                             |
| Feeling Good                                                  | 25-11-2010            | -                     |                 |              |                             |
| Fris en Fruitig                                               | 06-01-2011            | -                     |                 |              |                             |
| Fever                                                         | 17-02-2011            | -                     |                 |              | Nr. 20 in de iTunes Top 30  |
| For Me                                                        | 31-03-2011            | -                     |                 |              |                             |
| Feesje                                                        | 07-05-2011            | -                     |                 |              | Nr. 97 in de Single Top 100 |
| Fighting Crime                                                | 23-06-2011            | -                     |                 |              |                             |
| Fantastiez 2011                                               | 04-08-2011            | -                     |                 |              |                             |
| Force of Nature                                               | 17-09-2011            | -                     |                 |              |                             |
| 200F                                                          | 03-11-2011            | -                     |                 |              |                             |
| First of Noel                                                 | 16-12-2011            | -                     |                 |              |                             |
| Fake It                                                       | 27-01-2012            | -                     |                 |              |                             |
| Famous                                                        | 24-03-2012            | -                     |                 |              |                             |
| FC Den Haag                                                   | 10-05-2012            | -                     |                 |              |                             |
| Flesh to Flesh                                                | 05-07-2012            | -                     |                 |              |                             |
| Friends                                                       | 23-08-2012            | -                     |                 |              |                             |
| Funck                                                         | 25-10-2012            | -                     |                 |              |                             |
| Future Plans                                                  | 21-12-2012            | -                     |                 |              |                             |
| Geen fuck om jou                                              | 22-03-2013            | -                     |                 |              | Nr. 48 in de Single Top 100 |
| Foto's van jou en mij                                         | 21-06-2013            | -                     |                 |              |                             |
| Wat een leventje                                              | 09-09-2014            | -                     |                 |              |                             |

## Trivia
- De naam F werd bedacht nadat de eerste paar songs waren geschreven. De titels van deze liedjes begonnen allemaal met een F, zodat de naam zich enigszins aan de bandleden opdrong. Er zijn (voor zover bekend) sindsdien slechts vier liedjes geschreven die niet met een F beginnen, namelijk '200F', 'Geen fuck om jou', 'Nonchalance' en 'Laat het langs je'.
- De dames voor wie de jongens op de achterkant van het album 'Fantastiez' buigen zijn de vier moeders. Zij staan in dezelfde volgorde als hun zonen.